# Prunus brigantina
Prunus brigantina (слива бріансонська, слива бригантська, альпійська слива, бріансонська абрикоса) — вид квіткових рослин із підродини мигдалевих (Amygdaloideae).

## Біоморфологічна характеристика
Це розгалужене листопадне дерево з коротким стовбуром; зазвичай 3–6 метрів заввишки.

## Поширення, екологія
Ареал: Франція, Італія. Населяє сухі кам'янисті схили, посушливі місця в чагарникових заростях в альпійських долинах; на висотах від 1300 до 1700 метрів.

## Використання
Рослина збирається з дикої природи для отримання насіння, яке використовується для отримання олії. Рослина іноді культивується в місцевих масштабах для отримання цеї олії. Плоди їдять сирими чи приготовленими; вони мають приємну борошнисту текстуру та солодкий смак. Використовують як замінник оливкової олії у Франції. Насіння добре горить і традиційно використовується для освітлення. З листя можна отримати зелений барвник. З плодів можна отримати барвник від темно-сірого до зеленого. Це дикий родич і потенційний донор генів мигдалю, персика і нектарина, сливи, терну і черешні.

## Галерея

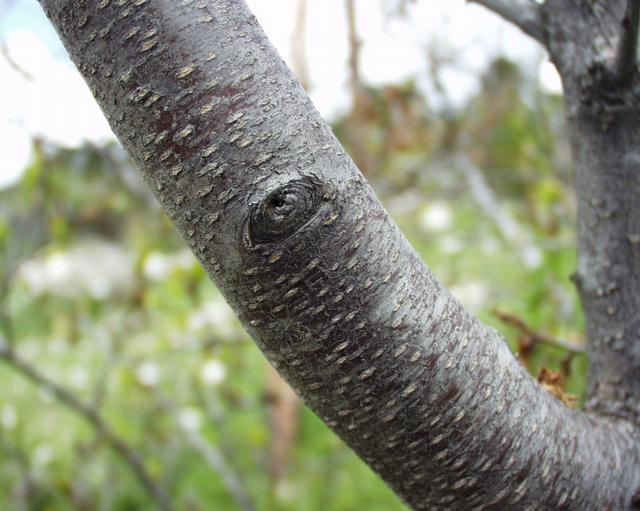
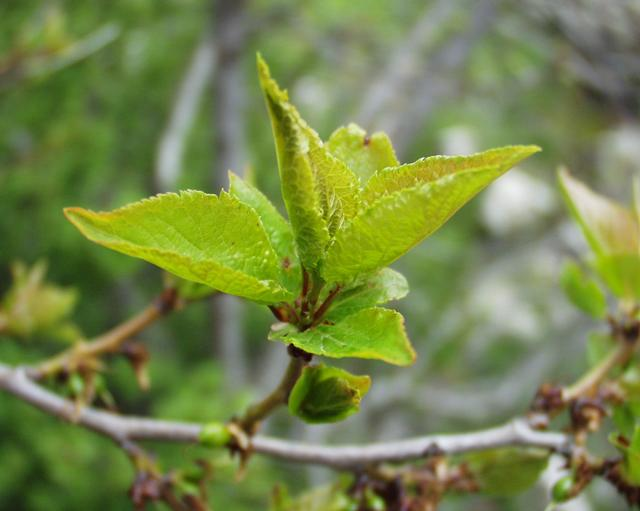
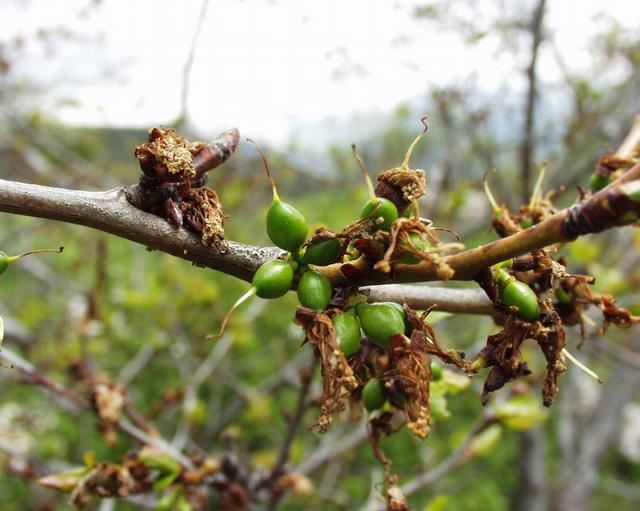
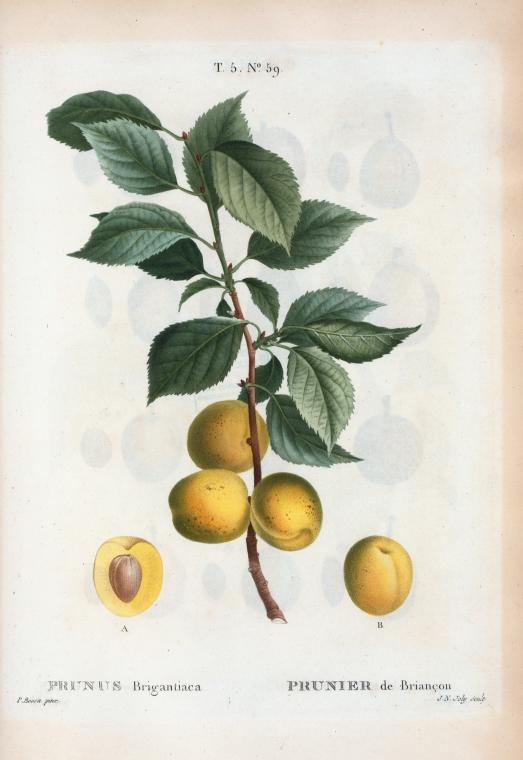